# Pabellón de México en la Expo'98 Lisboa
El Pabellón de México en la Expo'98 Lisboa fue la parte central de la Sección Nacional de México en dicha exposición internacional. 
Permaneció abierto al público del 22 de mayo al 30 de septiembre de 1998, y tuvo como lema "Entre mares".
El Gobierno de México designó a Ernesto Amtmann Aguilar como Comisario General de Sección.

## Estructura museográfica del pabellón
El Pabellón de México tuvo un área museográfica de 900m², repartida en siete zonas:
- Vestíbulo
- Umbral
- Tortugas marinas
- Zona cultural
- Ballena gris
- Caracol púrpura
- Mensaje final

El diseño museográfico corrió a cargo de Margen Rojo, bajo la dirección de Ofelia Martínez.

## Día Nacional de México
El Día Nacional de México se celebró el 14 de agosto de 1998. 

## Presupuesto
De acuerdo con el Comisario General de Sección de México, Ernesto Amtmann Aguilar, el presupuesto para la participación de México en la Expo'98 Lisboa fue de $8.8 millones de dólares estadounidenses, aproximadamente $80.56 millones de pesos de esa época.

## Comité organizador
- Comisario General de Sección: Ernesto Amtmann Aguilar
- Comisario Adjunto: Salvador Laborde Pérez Treviño
- Director del Pabellón: Sergio Abarca Medina
- Director Administrativo y Jurídico: Marco Antonio Flores Sánchez
- Directora de Relaciones Públicas y Captación de Recursos: Maricarmen Rodríguez Cid
- Director Cultural y Eventos Especiales: Jaime Nualart Sánchez
- Director de Operación y Logística: Juan A. Duarte Ongay
- Director Comercial: Filipe Alves
- Director de Creatividad Operativa Estratégica: Francisco Lanz-Duret Carreño[5]

## Comisión intersecretarial
- Presidenta: Julia Carabias Lillo
- Coordinador General: Carlos Camacho Gaos

## Reutilización del Pabellón
Una parte del contenido museográfico del Pabellón se presentó en una muestra temporal en el Papalote Museo del Niño